# Rivière des Îles
Rivière des Îles är ett vattendrag i Kanada.   Det ligger i provinsen Québec, i den sydöstra delen av landet, 230 km nordost om huvudstaden Ottawa. Rivière des Îles ligger vid sjön Lac Vert.
I omgivningarna runt Rivière des Îles växer i huvudsak blandskog. Runt Rivière des Îles är det mycket glesbefolkat, med 2 invånare per kvadratkilometer.